# Perryville (processore)
Perryville avrebbe dovuto essere un processore Intel, destinato alla fascia economica sia del mercato mobile che di quello desktop e basato sull'architettura Intel Core Microarchitecture che era atteso alla fine del 2007, ma dopo i primi annunci risalenti alla fine del 2005, Intel non ha più rilasciato informazioni in merito a tale progetto che alla luce dei fatti è stato accantonato, probabilmente più per ragioni commerciali che tecniche.

## Caratteristiche tecniche
Doveva trattarsi di una versione ridotta del core Penryn, dotato di 2 MB di cache L2 e formato da 1 solo core a differenza del "fratello maggiore" Penryn che era invece un processore dual core. Essendo una versione ridotta di Penryn, doveva essere prodotto a 45 nm e integrare le principali caratteristiche comuni a tutti i processori appartenenti all'architettura "Core", vale a dire istruzioni MMX, SSE, SSE2, SSE3, EM64T, XD-bit e probabilmente SSE4, sebbene questo non fosse mai stato confermato ufficialmente. Non venne mai confermato nemmeno il supporto alla tecnologia SpeedStep mentre per quella di virtualizzazione Vanderpool, la sua integrazione era parsa fin dall'inizio molto improbabile data la fascia di mercato, cui era destinato.

## Abbandono del progetto
La cessazione dello sviluppo di Perryville non venne mai comunicata ufficialmente, semplicemente esso non venne più menzionato da parte di Intel.
A quel tempo, anche un altro processore di fascia molto economica venne annunciato e poi non vide mai l'arrivo sul mercato, si trattava del progetto Millville; esso era pensato solo per l'ambito desktop e non mobile, ma doveva essere realizzato a partire dal core Conroe, costruito a 65 nm. Dato che anche questo progetto non vide mai la luce, è probabile che tale sospensione abbia poi influito negativamente anche sul prosieguo del progetto Perryville.

## Altri "Conroe" economici arrivati sul mercato
Dopo il lancio di Conroe, Intel presentò anche altre 2 versioni ridotte del processore, chiamate Allendale (che era in sostanza un Conroe con solo 2 MB di cache L2) e Conroe-L che andò a costituire la fascia bassa di mercato pensata per il progetto Millville, grazie ai processori Pentium Dual Core, Celeron (serie xxx) e successivamente, i primi Celeron Dual Core.